# Svensk folkmusik

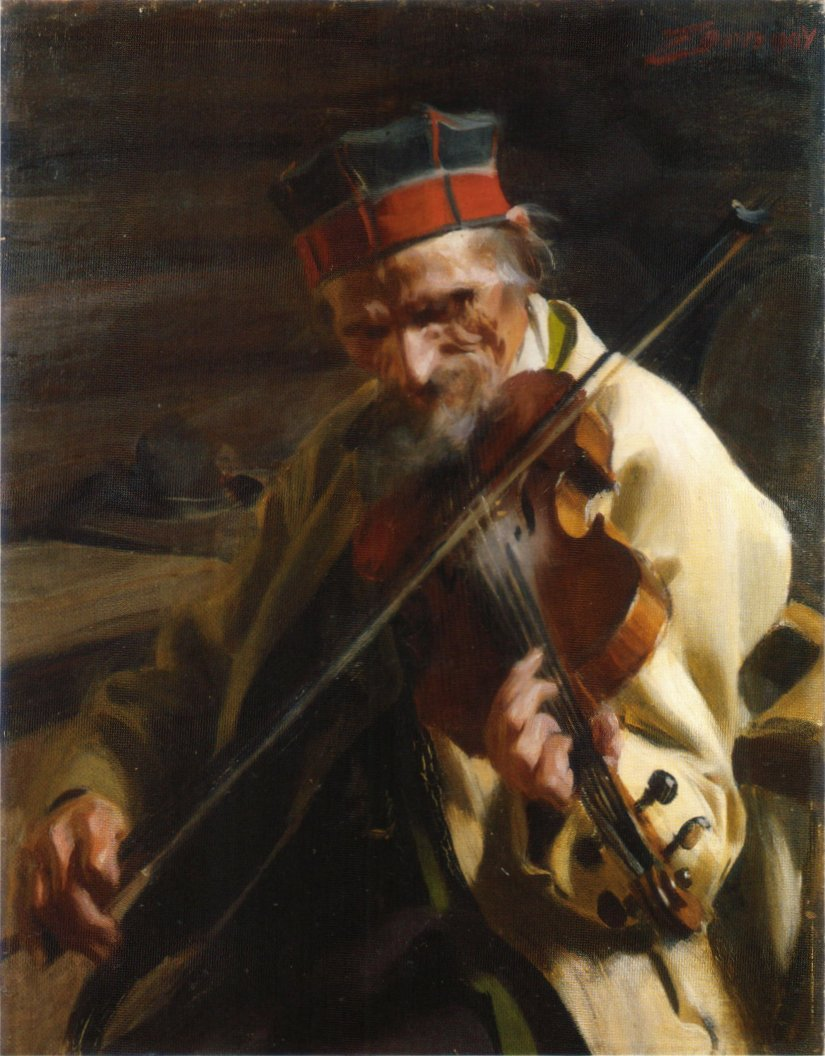
Hins-Anders (1904), målning av Anders Zorn.

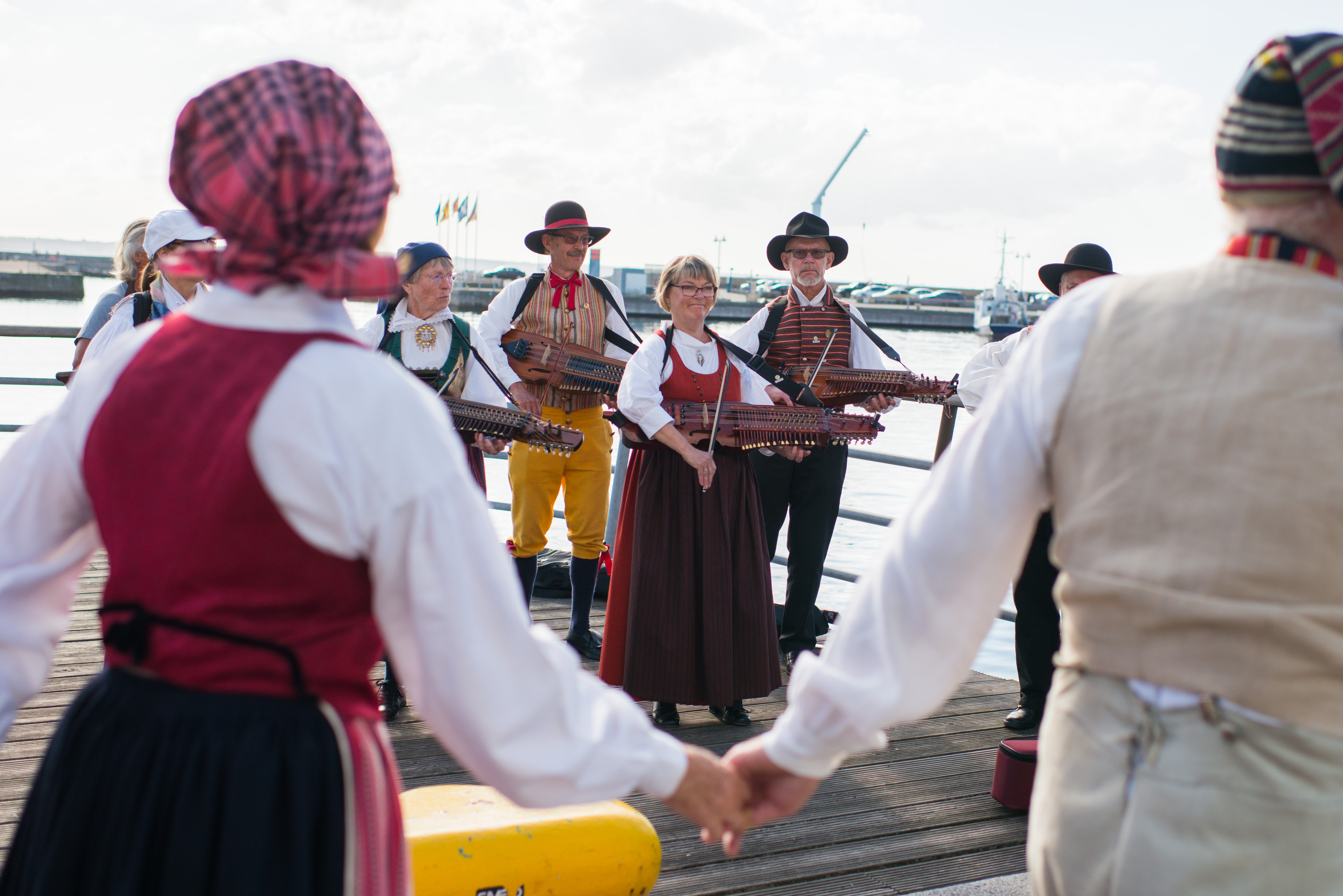
Spelmän med nyckelharpor under en dansuppvisning på Europeaden 2015 i Helsingborg.

Svensk folkmusik har många rötter och innefattar spelmanstraditionen, vokala former som visor, locklåtar och omgjorda psalmer samt traditionell bruksmusik, i synnerhet dans och festmusik. Liksom annan folkmusik är spridningen stor, mellan olika delar av Sverige, och många landskap, städer, socknar och till och med byar har sin egen karakteristiska stil.  Många influenser kommer från närliggande länder som Polen, Ryssland, Tyskland och Östeuropa samt sjöfarts- och handelsnationer som England, Irland och Nederländerna. Många pekar också på kyrkomusikens inflytande, i synnerhet under barocken och hur folkliga koraler influerats av lokal folkmusik före införandet av 1820 års koralbok och orglar i kyrkorna[källa behövs]. Typiska rötter finns också i fäbodkulturen.
Liksom i andra improvisationskulturer, är musiken traditionellt gehörstraderad, och spelas med stora mått av förändringar, och anpassningar till den egna stilen. Upphovsmannen till enskilda melodier kan vara svår att spåra (trots benämningar som "polska efter..." osv). Svenska folkmusiker av idag ägnar sig vanligen åt blandningar av traditionella former och moderna varianter, ibland tangerande genrer som världsmusik eller jazz. De flesta folkmusiker anses åtminstone behöva kunna spela och ta till sig en traditionell stil, något som kan vara nog så svårt.

## Spelmansmusik
Ett ord många förknippar med folkmusik, är spelmansmusik – en dansmusik som oftast är fiolbaserad. Till spelmansmusiken hör gånglåtar och brudmarscher samt dansrytmerna polska, vals, schottis, hambo (förenklade polskevarianter) och polka. Något mindre vanliga låttyper är exempelvis engelska, halling och menuett. Jämfört med nutida västerländsk musik är olika varianter på 3/4-dels takt mycket vanligare.
Polskan är den äldsta av dessa danser, som fått sitt namn från att den antas komma från Polen. Polskan var populär i hela Europa under 1600-talet, men har kommit att bli kvar i Norden och särskilt känneteckna nordisk folkmusik; såväl hos dagens spelmän som i de gamla uppteckningarna är polskan den vanligaste låttypen. När den kom var dess karaktär av pardans en modernitet; tidigare hade man mest haft ringdans och långdanser. När polskan kom till Sverige hade den två delar, fördans i jämn takt och proportio i jämn tretakt, som var samma melodi "omproportionerad" till tretakt.[källa behövs]  På 1600-talet lades en efterdans till, då ofta med namnet serra. Under årens lopp omformades denna tredelade dans till en rad lokala variationer runt om i Europa. Namnen pols, polska, os och polonesse blev gängse för de senare dansvarianterna som uppstod, men även namnen springar, springdans m.fl. förekom. Vanligen var det tretaktsdelarna av sviten man tog fasta på och gångturen och omdansningen lades samman att dansas till tretakten. Några undantag finns dock: i vissa norska traditioner behöll man delningen som blev till gangar och springar, på Danmarks västkust dansades tretaktsomdansning med gångtur till tvåtaktsmelodier. Denna polskevariant är fortfarande levande på den lilla ön Fanö i Sydvästdanmark, men under namnet sönderhoning.
Polskan hade sin storhetstid under 1700 och 1800-talet innan den fick maka på sig för andra låttyper. Även om de flesta svenskar har en större uppfattning om vad schottis och vals är än polska, är den ojämna polskerytmen välkänd för nästan alla svenskar genom en stor mängd sånglekar av typen Nu är det jul igen samt nubbevisor i polskerytm. Under slutet av 1800-talet och början av 1900-talet trängdes polskan till stor del undan av några nya danstyper, däribland vals, schottis, hambo (en enklare variant av polska), snoa och polka.  
Under början av 1900-talet ville även många musikforskare värna det svenska musikarvet, i takt med tidens nationalistiska strömningar. Koreografer lät sig inspireras av folkliga danser och låtar, och skapade musik och dans för sceniskt bruk. Melodierna är traditionella låtar men spelsättet kan skilja sig lite från det till den folkliga dansen. Utifrån dessa danser skapades folkdanslagen, som alltså dansar koreografier från förra seklets början. På grund av folkdanslagen är det dessa koreografier som de flesta svenskars tänker på när de hör ordet folkdans, och vad gäller svenska förhållanden har det ordet därför fått en något annorlunda betydelse än det normalt har. 
När jazzen kom levde vals, schottis, hambo, polka och snoa kvar på dansbanorna, tillsammans med tango och lite andra influenser från det tidiga seklets populärmusik. Denna danskultur fanns ett tag parallellt med jazzen, och kom att kallas att dansa gammalt. När jazzen alltmer tog över skapades en förening, Gammeldansens vänner, för att värna om den musik som varit populär när föreningens skapare var unga. Föreningens namn har hjälpt till att cementera uttrycket gammeldans, och musiken från den eran, sin tids populärmusik, kallas idag ofta för gammeldansmusik (ibland förkortat gammtjo eller liknande). 
När man i dagens spelmanskretsar vill dansa traditionella svenska danser som sällskapsdans, till skillnad från folkdanslagens koreografier, används ibland uttrycket folklig dans. Vid sådana arrangemang dansas mest polska men även en hel del gammeldanser.

## Folkliga visor
Folkliga vistraditioner är också folkmusik. En del av det vi kallar folkvisor är dock inte genuint folkliga utan filtrerat genom konstmusiker under 1800-talets och det tidiga 1900-talets nationalromantik. Alla visor kopplas inte till folkmusiken, exempelvis är Bellman och Taube enligt de flesta inte folkmusik medan medeltida ballader är det. En del av de visor som upptecknats i Sverige såsom förda vidare genom muntlig tradition, finns även upptecknade på andra ställen i Europa. Ofta har texterna spritts som så kallade skillingtryck.

## Folklig sångteknik
Det folkliga sångsättet ska ligga nära talet. Tonen ligger långt fram i munnen och huvudet används inte som resonanslåda som i klassisk sång. I den folkliga sången sjunger man gärna på konsonanterna medan det klassiska sångsättet betonar vokalerna. I den folkliga sången ingår improvisationer och drillar.

## Vallmusik
Vallmusiken var bruksmusik i gamla tiders jordbruk där fäbodar var i bruk i många delar av Sverige. Musiken användes bl.a. till att locka på djur och för kommunikation mellan gårdar och framfördes exempelvis på Kohorn, bockhorn, lurar och via lockrop, en sångteknik som hörs på stora avstånd. I vallmusiken är ofta tonerna stämda på ett annat vis än vad som passar in i den västerländska konstmusikens väletablerade temperering. De avvikande tonerna kallas ofta blåtoner eller kvartstoner.

## Instrument inom folkmusik
Det vanligaste instrumentet inom folkmusiken idag är fiolen som snabbt blev mycket populär då den kom under 1600-talet, alltså ungefär samtidigt som den kanske mest typiska svenska dansen, polskan. Nyckelharpan är enligt många det mest typiska svenska folkinstrumentet eftersom den knappt förekommer utanför Sverige. Den är känd i Sverige från senmedeltiden men förde en tynande tillvaro fram till att den moderniserades på 1900-talet. Ett riktigt gammalt instrument inom svensk folkmusik är vevlira. Även säckpipa har använts, en tradition som nästan hann dö ut innan den räddades. På fäbodarna uppstod en särskild folkmusiktradition, med näverlurar, kohorn, spilåpipa, sälgflöjt och sångtekniken kulning. I framför allt södra Sverige var hummeln förut ett vanligt instrument. Det kan liknas vid en föregångare till cittran och passar utmärkt till ackompanjemang av sång. Klarinett är ett instrument som tidigt blev populärt bland folket, mycket tack vare militärmusikerna som då också kunde fungera som dansmusiker. Dagens trend inom folkmusiken är dels att nyare instrument såsom gitarr, mandola (och den snarlika bouzoukin) samt saxofon (främst sopranvarianten) vinner mark men även att många plockar fram de ålderdomliga borduninstrumenten, såsom mungiga.
Ett av 1900-talets mest använda instrument i folkmusik är dragspel. Musiken kallas ofta Gammaldans men är 1900-talets folkmusik. Durspel är ett mindre dragspel, kallas diatonisk, i jämförelse med ett liktonig, kromatiskt dragspel, se dragspel. Det kromatiska dragspelet inbjuder med sitt tekniska upplägg till virtuost spel och jämförs ibland med en orgel. Andra dragspelssläktingar är munspel och harmonium, den senare även kallad tramporgel. Tonbildningen kallas "fritungeprincip".

## Slagverk
År 1684 förbjöds slagverk och andra militärt orienterade musikinstrument som t.ex. skalmeja att framföras inom den folkliga musiken. Detta har medfört att folkmusiken i Sverige till stor del saknar rytminstrument. Dock levde traditionen med slagverk kvar i folklandet Värend omkring Växjö samt i de södra gränslandskapen till Norge. Värendstrumslagarna kom att utveckla speciella tekniker med bland annat klubbor och krökta typer av stockar. Denna tradition höll sig levande in på 1940-talet, och har nu åter tagits upp av ett mindre antal utövare. Några kända dito är Håkan Nilsson, Magnus Lundmark och Sven Kihlström. 
En så kallad bytrumma var dock vanlig, främst för att slå signaler för samling eller larm. Vanligt var det också med trumma på marknadsdagar, då spelades slagverk ihop med andra instrument. Trumman användes då ungefär som bytrumman, med funktionen att larma eller som redskap för signalering. 
Centrum för svensk trumtillverkning under 250 år fanns i bygderna söder om Örebro. Främst var det armén som var mottagare av instrumenten. Kombinationen fiol, trumma och andra militära instrument kunde säkerligen tidvis höras på många av de militära övningshedar som fanns runt om i landet, trots förbudet mot slagverk.
Slagverk som en del av nordisk folkmusik har på senare tid kommit tillbaka, mycket tack vare spelmän som Björn Tollin (Hedningarna) André Ferrari (Väsen)  som har specialiserat sitt slagverkande för just folkmusiken.

## Intonation
Intonationen — det vill säga tonhöjden — i svensk folkmusik har diskuterats i olika perioder. Många av folkmusikens instrument medger att man spelar skalor eller modus där ett halvtonsteg inte är exakt en 1/12 del av en oktav. Redan koralboksförfattaren Haeffner skrev på 1810-talet om att det fanns en särskild skala i gammal svensk folkmusik. Ofta är avvikelsen helt oavsiktlig men det finns fortfarande många skickliga folkmusiker, till ex Björn Ståbi som på gammalt vis avsiktligt spelar med en något avvikande intonering i vissa äldre låtar och använder olika metaforer för att beskriva detta; en "kvartston" ,"det får inte låta för "ljust", spelar tonen "mittemellan", "grå-blå" toner etc. (fler exempel efterlyses)

## Modern folkmusik
Modern spelmansmusik har rötter i äldre spelmansmusik, men kan också skilja sig väsentligt därifrån. En del spelar till dans och komponerar nytt i mer eller mindre gammalt stil, men en stor del av det som ryms inom folkmusikgenren är konstruerat för scen och skiva. Man använder ofta nya instrument; multiinstrumentalisten Ale Möller spelade polskor på det grekiska instrumentet bouzouki, men spelar idag på en svensk variant av det medeltida instrumentet mandola. Borduninstrument som vevlira och säckpipa har börjat användas igen, som ett sätt att söka sig riktigt långt tillbaka i våra traditioner. Gränserna mellan spelmansmusik och övrig folkmusik suddas alltmer ut, och blandas med influenser från annan musik som till exempel jazz. Folkmusik i gränstrakten till rock- och popmusik kallas ofta folkrock, vilket gruppen Kebnekajse är ett tydligt exempel på. Vissa räknar även Nordman till folkrocken då de använder sig av bland annat nyckelharpa, Men då deras låtars basala struktur är popens 4/4-takt, anser andra att de inte kan höra till denna genre. För att räknas till folkrock många att ett band måste spela musik av de traditionella låttyperna, såsom exempelvis Hoven Droven och Hedningarna gör.

## Kända folkmusiker
Se även lista över svenska folkmusiker.
Flera spelmän från 1700- och 1800-talen samt tidigt 1900-tal är fortfarande välkända för de flesta folkmusikintresserade i och med att deras repertoar fortfarande spelas flitigt. Låtsamlingen Svenska Låtar har här spelat en viktig roll. Viktiga namn här är Hultkläppen från Hälsingland, Lapp-Nils  från Jämtland, Pelle Fors från  Östergötland, Timas Hans och Pekkos Per från  Dalarna, samt Lorens Brolin från Skåne. 
Bland alla viktiga traditionsbärare och förmedlare under 1900-talet kan nämnas Hjort Anders Olsson, Röjås Jonas, Eric Sahlström, August Strömberg, Viksta-Lasse, Hasse Gille, Nelly Östlund och Jon-Erik Öst. Bland de nu aktiva folkmusikerna är kanske Ole Hjorth, O'tôrgs-Kaisa Abrahamsson, Per Gudmundson,  Kjell-Erik Eriksson, Olov Johansson, Thore Härdelin (d.y.), Anders Bjernulf, Pers Hans Olsson, Ale Möller, Pontus Estling, Björn Ståbi, Alban Faust, Mats Berglund, Lena Willemark och musikgruppen Kebnekajse bland de mer tongivande och utvecklande.
bufyörswaisa har länge varit en favorit i den Älvdalen regionen.